# (2995) Taratuta
(2995) Taratuta (1978 QK; 1951 JS; 1955 FD2; 1955 FU; 1959 EE) ist ein ungefähr 17 Kilometer großer Asteroid des mittleren Hauptgürtels, der am 31. August 1978 vom russischen (damals: Sowjetunion) Astronomen Nikolai Stepanowitsch Tschernych am Krim-Observatorium (Zweigstelle Nautschnyj) auf der Halbinsel Krim (IAU-Code 095) entdeckt wurde.

## Benennung
(2995) Taratuta wurde nach der sowjetisch-russischen Schriftstellerin Jewgenija Alexandrowna Taratuta (1912–2005) benannt.